# 田園工作法
田野工作法是人類學其中的一種研究方法，廣泛被應用在民族誌，社會學等的研究方法之一。
田園工作法多為西方國家使用。在歷史上的許多文化學者，他們大多願意試圖融入某一個未知明的人類文明，進行長時間的生活方式，同時往往也可以獲得大量的一手資料。

## 定義
田園工作法是一種以研究者為中心，針對研究主題而採取部落蹲點的方式進行收集資料。由於可以長時間融入在社區當中，因此資料的收集往往是一手的且可以滿載而歸，
同時也是能深入瞭解某一個人類社區文化的重要研究方法。事後研究者會依據所收集得來的資料加以彙整與整理，寫成民族誌。

## 優點
由於田園工作法是研究者親自試圖融入某個社區的生活方式進行收集資料，因此往往可以獲得大量資料
田園工作法強調研究者的客觀性思維，但同時在部落裡生活上卻又得以同理心的方式去融入，因此可考驗研究者的思維能力。

## 缺點
研究者必須為了試圖融入社區裡，必須擺脫可能存在的偏見與成見，不然會導致資料偏頗，帶有主觀而喪失可靠性。
研究者在採行田園工作法之前，由於得長時間融入，因此要先進行事先準備的工作，這樣一來會耗費更多的研究成本與時間。